# Дочь богов
«Дочь богов» (англ. A Daughter of the Gods) — американский чёрно-белый немой фильм 1916 года, снятый в жанре фэнтезийная драма.

## Сюжет
Султан соглашается помочь злой ведьме уничтожить таинственную молодую морскую деву в обмен на обещание воскресить его сына из мёртвых.

## В ролях
- Аннет Келлерман — Энайша, морская дева, дочь богов
- Уильям Шэй — принц Омар
- Хэл Де Форрест[англ.] — Султан
- Марсель Хонтабат — Клиона
- Вайолет Хорнер — Зарра
- Джейн Ли — принц Омар в детстве
- Стюарт Холмс — мавританский купец
- Кэтрин Ли — Нидия
- Рикка Аллен[англ.] — Злая ведьма
- Милли Листон — мать Зарры
- Генриетта Гилберт — Фея добра
- Уолтер Джеймс[англ.] — старший евнух
- Уолтер Макколоф — начальник стражи Султана
- Марк Прайс — работорговец
- Луиза Риал — его жена
- Эдвард Боринг — арабский шейх
- Барбара Каслтон[англ.] — эпизод

## О фильме
Фильм был снят недавно основанной (1 февраля 1915 года) компанией Fox Film Corporation, которая к 1935 году превратилась во всемирно известную 20th Century Fox. Премьера ленты состоялась в США 17 октября 1916 года.
При создании «Дочери богов» Герберта Бренона несомненно вдохновляла пьеса «Милость богов» (англ. The Darling of the Gods), написанная в 1902 году Дэвидом Биласко и Джоном Лонгом. Похожи названия, совпадает основная сюжетная линия произведений — награда за спасение ребёнка — хотя действие перенесено из феодальной Японии в вымышленное подводное королевство наподобие Атлантиды. Также Бренон акцентировал внимание на подводных съёмках и обнажённом теле главной героини, чтобы избежать обвинений в плагиате и, как следствие, судебного преследования.
Продолжительность фильма была 180 минут, что совершенно нехарактерно для кинематографа того времени: большинство лент 1910-х годов имели продолжительность 5—30 минут.
Снята картина была в Кингстоне (Ямайка) с января по август 1916 года. Для её создания были построены множество декораций, а также в огромную сумму встали другие расходы. Например, для нормальной работы пришлось уничтожить москитов в районе съёмок, которые просто не дали бы актёрам сосредоточиться на игре, особенно главной героине, которая во многих эпизодах снималась совершенно обнажённой. Что касается декораций, то для их создания (в частности, постройки «мавританского города») было куплено 400 м³ штукатурки, 79 м³ цемента, 5000 м³ древесины, 10 тонн бумаги. Съёмки продолжались восемь месяцев, всего в создании фильма участвовали около 20 000 человек, а одной только киноплёнки ушло 67 000 метров.
В итоге, бюджет картины составил огромную по тем временам сумму в один миллион долларов (более 24,5 млн долларов в ценах 2018 года). Глава Fox Film Corporation, Уильям Фокс, пришёл в ярость, когда узнал, во сколько обошёлся этот фильм, и даже убрал имя Герберта Бренона (режиссёра и сценариста ленты) из титров. Однако в итоге фильм себя окупил, собрав в прокате 1,39 млн долларов, а Бренон судебным порядком восстановил своё имя в титрах. Считается, что «Дочь богов» — это первый американский фильм, преодолевший планку стоимости создания в один миллион долларов.
Фильм вызвал широкий резонанс, так как исполнительница главной роли, Аннет Келлерман, в нескольких сценах была показана совершенно голой. Несмотря на то, что в этих эпизодах самые интимные части тела актрисы были прикрыты её длинными волосами, эти сцены считаются первыми в истории кинематографа, где главная героиня фильма снялась полностью обнажённой.
Музыку к фильму сочинил композитор Роберт Худ Бауэрс, при каждом показе в каждом кинотеатре её исполнял оркестр (так как сама лента, как было сказано выше, была немая).
Ныне фильм считается утерянным, хотя сохранились несколько кадров из него и рекламных фотографий.

## Кадры из фильма

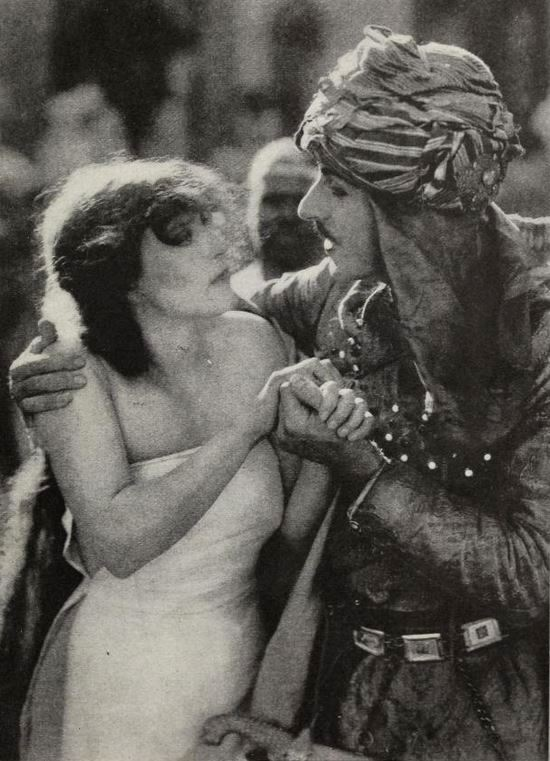
Аннет Келлерман и Стюарт Холмс
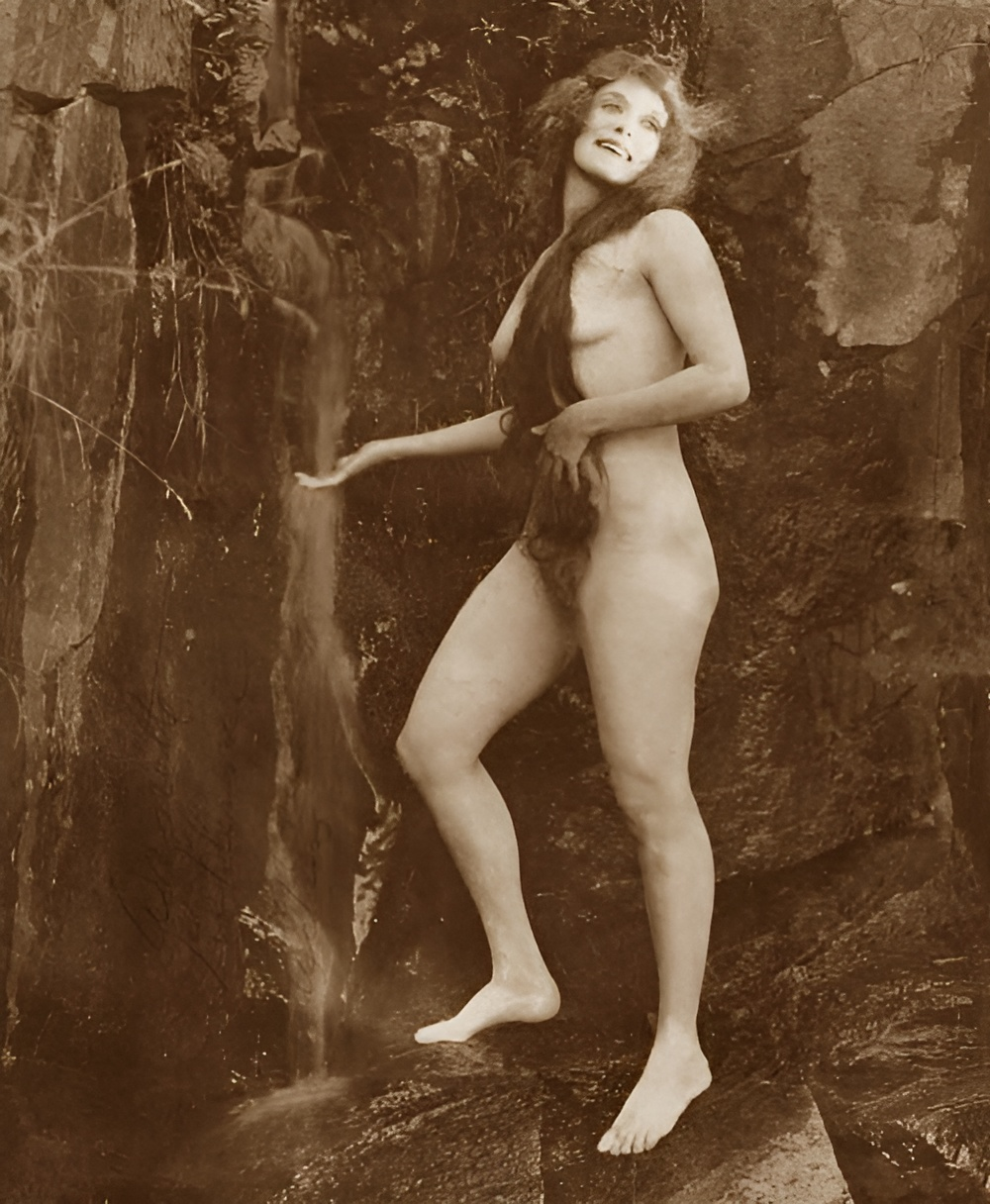
Аннет Келлерман: те самые кадры…
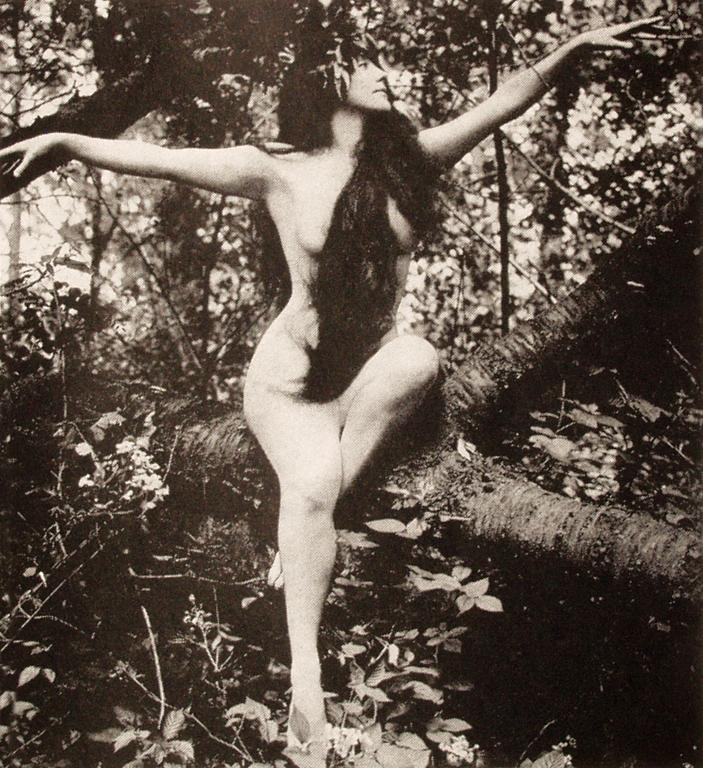
…вызвавшие широкий общественный резонанс.